# Saint-Amans-du-Pech

Saint-Amans-du-Pech este o comună în departamentul Tarn-et-Garonne din sudul Franței. În 2009 avea o populație de 191 de locuitori.

## Evoluția populației
| An        | 1975 | 1982 | 1990 | 1999 | 2006 | 2009 |
| --------- | ---- | ---- | ---- | ---- | ---- | ---- |
| Populație | 211  | 195  | 200  | 165  | 184  | 191  |